# Rádio RB2
Rádio RB2 foi uma emissora de rádio brasileira sediada em Curitiba, capital do estado do Paraná. Operava no dial AM, na frequência 1430 kHz, e para todo território nacional em ondas curtas de 6040 kHz (49m) 9725 kHz (31m) e 11935 kHz (25m).
É considerada a terceira rádio mais antiga do Brasil e a primeira emissora de rádio do estado, sempre marcada por suas transmissões esportivas e jornalísticas.

## História
Às 11 horas da manhã do 27 de junho de 1924, iniciavam as primeiras emissões da Rádio Clube Paranaense na Mansão das Rosas (na região da Avenida João Gualberto próximo ao Colégio Estadual do Paraná), onde residia o notável ervateiro Francisco Fido Fontana. Lá estavam um grupo de radioamadores, que antes da inauguração da emissora, tinham como hábito a audição de radio galena. O grupo, então, fundou o Clube do Amigo, onde eram realizadas as audições para os membros do clube. E foi deste clube, que surgiu o nome da emissora.
Naquela manhã, estavam presentes os membros do Clube do Amigo: Lívio Gomes Moreira, Ludovico Joubert, Euclides Requião, Moreira Garcez, Bertoldo Hauer, João Alfredo Silva, Gabriel Leão da Veiga, Olavo Bório, Alberico Xavier de Miranda e Oscar Joseph de Plácido e Silva, sendo que Francisco Fido Fontana foi o primeiro presidente da nova estação, que se tornou a terceira do Brasil, dois anos após a inauguração da primeira estação radiofônica do Brasil por Edgar Roquette-Pinto, a Rádio Sociedade do Rio de Janeiro (hoje Rádio MEC).
A inauguração da emissora ganhou grande destaque na imprensa curitibana. A edição do jornal Gazeta do Povo daquele dia noticiou em sua quinta página através de um artigo do jornalista Acir Guimarães, o feito do Clube do Amigo:
| “ | Por iniciativa de diversos amadores fundou-se hoje nesta Capital uma sociedade denominada Rádio Club Paranaense, com o fim de difundir pela telephonia sem fio, concertos musicaes, palestras instructivas, centros para creanças, músicas e notícias de interesse geral. | ” |

Em seus primórdios, a emissora operava na residência de Lívio Gomes Moreira, com apenas 3 watts de potência através de Ondas Médias. Como a diretoria do clube mudava sempre através de eleições internas, era necessário que cada diretor eleito levasse consigo os equipamentos que garantiam a emissão da rádio para sua residência. Essa mudança constante fez com que a emissora tivesse vários endereços, a maioria deles na região central de Curitiba até o início da década de 1930. 
Mesmo com a indefinição de uma sede fixa, isso não impediu que a emissora fosse a primeira estação de rádio do estado a escalar uma locutora mulher. Alice Martins Xavier, que efetuou alguns trabalhos para a rádio no ano de 1926. A Rádio Clube também foi a primeira estação a realizar uma transmissão esportiva ao vivo. Foi durante uma partida entre Atlético e Coritiba, no antigo Estádio da Baixada da Água Verde, onde hoje está a Arena da Baixada em 2 de setembro de 1934. A transmissão foi feita a base de improvisação pelos locutores Jacinto Cunha e Jofre Cabral, mas isso não foi empecilho para que o jogo fosse emitido sem problemas, o que possibilitou a transmissão de vários outros eventos esportivos nos anos seguintes, como as copas do mundo, sendo a de 1970 no México a primeira delas.
Entre os anos de 1922 e 1931, a sede da emissora foi no Palácio Belvedere, prédio construído no alto do bairro São Francisco. Posteriormente, mudou-se para um prédio na Rua Barão do Rio Branco nº 139, onde a rádio viveria um dos seus melhores períodos de sua história.
Em 1935, após uma série de mudanças de endereços e proprietários, a emissora ganhou um novo prefixo: PRB-2. Um prefixo bastante conhecido, mas que ficou mais famoso pelos curitibanos como B-2. 
Os anos 1940, foram de muitas mudanças na emissora, que passou a investir numa programação de cunho popular. Naquela época surgiram os primeiros programas jornalísticos e de auditório como o noticioso Revista Matinal, comandado pelo locutor Artur de Souza; o Expresso das Quintas, programa de auditório, apresentado e produzido por Mário Vendramel e Sérgio Fraga; Salve o Rádio, idealizado por Ubiratan Lustosa; Repórter Real, notícias do país e do exterior; Grande Jornal Última Hora, noticiário direcionado a fatos locais através de uma parceria com o jornal Gazeta do Povo; entre outras atrações de grande conhecimento do público.
A "B-2" vivia um momento de grande repercussão com a popularização do rádio. Aproveitando o momento, a emissora contratou vários cantores, cantoras, corais, além de conjuntos musicais da cidade e trouxe para Curitiba vários artistas consagrados da época como Orlando Silva, Ataulfo Alves, Aracy de Almeida, Dalva de Oliveira, Isaurinha Garcia, Nuno Roland, Carlos Galhardo, Vicente Celestino, além de astros internacionais como Gregório Barrios, Pedro Vargas e Tito Schipa, que eram responsáveis por lotar o auditório da "PRB-2" na Rua Barão do Rio Branco nº 139.
Outro momento importante da rádio foi a implementação do Radionovela. Segundo relatos, a Rádio Clube foi a primeira emissora brasileira a experimentar o gênero com a peça A Ceia dos Cardeais do português Júlio Dantas. Então, a emissora contratou vários atores, que se empenhavam para levar aos ouvintes peças teatrais e radionovelas, da mesma qualidade que as produzidas pela Rádio Nacional do Rio de Janeiro, já que o sinal da estação carioca penetrava bem na capital paranaense e tinha uma grande audiência. Então, os diretores da "PRB-2" tomaram uma decisão inédita e arriscada: colocaram para competir no mesmo horário da até então invencível radionovela das 13 horas da Rádio Nacional, outra radionovela, dessa vez, produzida pela Rádio Clube com atores locais. Graças a ampla divulgação através de sua programação, a Rádio Clube obteve uma audiência maior que a radionovela produzida pela Rádio Nacional, um fato raro para a época.  Dentre os profissionais que fizeram parte dessa época estão Ary Fontoura, Lala Schneider, Odelair Rodrigues, Mário Vendramel, Chacón Júnior, Alceu Honório, Hugo Duarte, Aracy Pedroso, Danilo Avelleda, entre outros profissionais.
A excelente repercussão dos programas em Curitiba, fez com que a Rádio Clube expandisse seu sinal, adquirindo as Ondas Curtas de 25 e 49 metros, e mais tarde com a Onda Curta de 31 metros, levando seu sinal para todo território nacional. A expansão do sinal veio num momento em que, mesmo consolidada na preferência dos curitibanos, a Rádio Clube passaria a ter seu monopólio quebrado a partir de 1946, com a inauguração da Rádio Marumby e em 1947 com a Rádio Guairacá. 
Porém, com a perda constante de anunciantes do rádio para a televisão, que estava surgindo no Brasil nos anos 1960, a rádio deu seus primeiros sinais de enfraquecimento. Situação que ganhou contornos mais graves com a venda da emissora para um grupo de pessoas oriundas da Rádio Independência (atual Rádio Canção Nova) em 1968, que decidiram desativar o auditório principal da rádio e dar uma imagem mais "moderna" à emissora. Com o fim das atividades de seu maior patrimônio, a emissora deixou a Barão do Rio Branco para se instalar no Edifício Presidente na Rua Desembargador Westphalen, onde iniciou um período de constantes trocas de direção. 
A administração do grupo oriundo da Rádio Independência, liderados por João Mansur, William Mussi e Adonis Bufrem durou apenas um ano. Em 1969, a emissora foi vendida para o engenheiro Munir Guérios e um pouco mais tarde, para Erwin Bonkoski, que conciliava a Rádio Colombo, da qual era proprietário, com uma Rádio Clube em severas dificuldades.
Por volta de 1973, o Monsenhor Vicente Vítola, que representou o Arcebispo de Curitiba, D. Pedro Fedalto negociou com Erwin Bonkoski a venda da emissora à arquidiocese, pois ele acreditava muito na importância da comunicação no contexto social. E após inúmeras reuniões e vistorias pela emissora, Monsenhor Vítola decide ficar com a Rádio Clube, que passou a ter o nome de Fundação Nossa Senhora do Rocio, em homenagem a padroeira do Paraná. Com a nova administração, a emissora também mudou novamente de endereço, para o edifício D. Manoel da Silveira D'Elboux, na Rua Doutor Muricy, onde funcionou até o final de 1992.
Neste período de reorganização da emissora, foram criados novos programas como o Jornal do Meio-Dia, comandado pelos jornalistas José Maria Pizarro e Borges Silva e, mais tarde, por Norberto Trevisan; Dino Almeida Informa com o colunista social Dino Almeida; o musical jovem Favoritas da Juventude; além de outros programas. Também se destaca a criação da Clube FM, em 1978, numa época onde as rádios FM começavam a surgir pelo país e da contratação da Equipe Positiva de esportes da emissora comandadas pelo ex-jogador do Coritiba José Hidalgo Neto, o Capitão Hidalgo e Lombardi Júnior, falecido em 1994.
A Equipe Positiva, teve uma grande participação na história da emissora, transmitindo as copas do mundo de 1982 a 2006, Copa América, Taça Libertadores da América, Mundial de Clubes, além do Campeonato Paranaense de Futebol, durante as décadas de 1980 e 1990. Nesta época também se destacam os programas: Manhã Total com Luiz Carlos Martins; A Vida... Uma Esperança com Padre Juca; Abertura Total com Jorge Yared; Culpado ou Inocente com o advogado Mário Jorge; Programa Jamur Júnior com Jamur Júnior; Programa Algaci Túlio com Algaci Túlio e reportagens de Augusto Canário, Peter Júnior e Geraldo Fantinatti, entre outros programas que novamente posicionaram a B-2 como a Emissora Líder do Paraná. 
No final de 1992, com novas dificuldades, a arquidiocese é obrigada a repassar os direitos da Rádio Clube Paranaense para os Irmãos Maristas comandados pelo Ir. Clemente Ivo Juliatto. As razões para a transferência do comando da rádio eram de que a emissora pudesse dar um apoio maior ao Arcebispo de Curitiba e à Igreja local na tentativa de se manter como uma emissora vinculada à Igreja Católica. A nova direção fez com que a emissora mudasse, novamente, de endereço. Do edifício D. Manoel da Silveira D'Elboux, para novas instalações na Rua Rockfeller nº 1311, no bairro Rebouças, a partir de 1993.
Também em 1993, sob a Direção Geral de Euclydes Cardoso, o jornalismo começa a ganhar mais força com a implementação do departamento de jornalismo, com a contratação de mais profissionais e a compra de novos equipamentos, sem deixar de lado as transmissões esportivas e o entretenimento.
Neste mesmo ano foi criado o programa Os Repórteres sob o comando do apresentador Valter Viapiana que contava com profissionais como os jornalistas Marcelo Ricetti e Rodrigo Leite. Em uma das edições, adentra ao estúdio principal um visitante oriental, de origem japonesa, que se identificou e disse: "Eu moro em Tóquio. Aprendi a falar português lá, ouvindo vocês". Meses depois, Viapiana foi substituído por Luiz Henrique Rossi que manteve por mais de 20 meses a liderança no horário vespertino, das 16h00 às 18h00 em Curitiba e que tinha como repórteres Luiz Witiuk e Marlos Melek, além de mais cinco repórteres policiais, entre eles o hoje deputado estadual Roberto Accioly.
Mas em 1997, houve uma drástica redução da equipe jornalística da Rádio Clube, e, consequentemente, houve a terceirização de alguns horários deixados pela antiga equipe, enfraquecendo o jornalismo da emissora, que foi sendo retomado ao longo dos anos, sem a necessidade de terceirizar a programação.
Em setembro de 2008, o Grupo Lumen (pertencente aos Irmãos Maristas) decide tomar uma decisão inesperada. Com a crescente queda de audiência das rádios AM, foi decidido que a Rádio Clube suspendesse toda sua programação local e passasse a transmitir na íntegra a programação da Rádio Eldorado de São Paulo, de quem se afiliou a partir de outubro do ano anterior, quando as transmissões esportivas da Rádio Clube foram encerradas. A decisão não foi bem recebida por parte de profissionais do rádio e do público em geral, que classificaram a atitude como uma forma de desprezo a história do rádio no estado além de desvalorizar os profissionais locais.
A partir de março de 2009, a Rádio Clube deixou a Rede Eldorado, e passou a condição de retransmissora da Clube FM. Para a direção do Grupo Lumen, a decisão foi baseada numa nova tendência de mercado adotada por outras emissoras, de somar a audiência unindo a potência do rádio FM com a amplitude da rádio AM, ampliando seu alcance.
Em 1 de dezembro de 2011, o Grupo Lumen decidiu vender a Rádio Clube para os Missionários Redentoristas da Província do Estado de São Paulo, mantenedores da TV Aparecida, com sede na cidade paulista de Aparecida. A partir de então, os novos donos começaram a investir na Rádio Clube através da contratação de radialistas de outras emissoras e de resgatar a identidade da rádio. Como parte desse processo de reformulação, a Rádio Clube passou a se chamar RB2 e instalada numa nova sede no bairro Alto da Glória, próxima ao Estádio Couto Pereira. Em junho de 2012, a RB2 reativa seu departamento esportivo com a contratação do comunicador Sidnei Campos, que passou a ser chefe do departamento de esportes da emissora. Além de outras contratações, como a de Carlos Kleina, que retorna a RB2 após uma passagem pela CBN.
A Rádio RB2 foi desativada em 19 de maio de 2017, ao meio-dia, depois de veicular comunicado assinado pelos Missionários Redentoristas de São Paulo, que destacaram a trajetória da emissora e que a partir daquele momento passariam a retransmitir a programação da Rádio Evangelizar, repetindo a programação do FM. Mais cedo, os funcionários da emissora haviam sido desligados.
Mais da metade dos ouvintes correspondiam a classe A e B, e mais de um quarto na classe C. Nas ondas médias, através dos 1430 KHz conseguia cobrir grande parte do centro-sul e do leste do Paraná, sul de São Paulo e norte de Santa Catarina, com um raio de alcance de 250 km e uma potência efetiva de 50 kW cobria um público estimado de 3 milhões de pessoas nos anos 2000, além das ondas curtas de alcance nacional e internacional.